# Alise-Sainte-Reine
 Alise-Sainte-Reine  es una población y comuna francesa, en la región de Borgoña, departamento de Côte-d'Or, en el distrito de Montbard y cantón de Venarey-les-Laumes.
Alise-Sainte-Reine destaca por sus yacimientos arqueológicos. Allí se encuentran las ruinas de la antigua ciudad gala de Alesia, donde tuvo lugar la famosa batalla de Alesia.

## Demografía
| 699 | 755 | 707 | 717 | 667 | 674 |
| Para los censos de 1962 a 1999 la población legal corresponde a la población sin duplicidades (Fuente: INSEE [Consultar]) |     |     |     |     |     |

## Lugares de interés
- Alesia, oppidum galorromano